# Cantó de Saint-Just-en-Chevalet
El cantó de Saint-Just-en-Chevalet és un cantó francès del departament del Loira, situat al districte de Roanne. Té 10 municipis i el cap és Saint-Just-en-Chevalet.

## Municipis
- Champoly
- Chausseterre
- Cherier
- Crémeaux
- Juré
- Saint-Just-en-Chevalet
- Saint-Marcel-d'Urfé
- Saint-Priest-la-Prugne
- Saint-Romain-d'Urfé
- La Tuilière

## Història
| Data d'elecció                           | Identitat         | Partit                                  | Qualitat |
| ---------------------------------------- | ----------------- | --------------------------------------- | -------- |
| 1945-1979                                | M. Labat          | CNIP                                    |          |
| 1979-2011                                | Philippe Macke    | Divers droite, després RPR, després UMP |          |
| 2011-                                    | Huguette Burelier | UMP                                     |          |
| les dades anteriors no són pas conegudes |                   |                                         |          |
|                                          |                   |                                         |          |

## Demografia
| A partir de 1990: Població sense dobles comptes |